# Маслово (Челябинская область)
Ма́слово — село в Уйском районе Челябинской области России. Административный центр Масловского сельского поселения.

## История
Первое упоминание относится к 1817 году. На реке Уй поселились казаки из Сибири Масловы, вместе с ними поселились казаки Фомины, Буторины, Вандышевы, Боровинские и другие. Почти все первопоселенцы были старообрядческой веры. Поселение называлось Масловым. Позднее рядом с посёлком стали разрабатываться шахты по добыче золота, вследствие этого в 1863 г. Павел Маслов, сам добывавший золото, с братом Алексеем избрали место жительства у реки Узельги. За ними переехали  другие жители.
Первая школа была открыта в 1895 году. Она была четырехклассная. Первым учителем в школе был Александр Кузьмич Маслов.
В 1914 году, на второй день после объявления войны, казаки, подлежащие призыву, во главе с сотником Шестаковым ушли на фронт.
В 1917 году, после Октябрьской революции было упразднено правление посёлка с атаманом, был создан ревком из бедняцкого сословия. Многие казаки в это время находились на фронте.
В 1918 году атаман Дутов возглавил белое движение в Оренбургской губернии. Из числа своих уполномоченных в станицах и посёлках формировал белогвардейские отряды для свержения советской власти. В то же время революционные массы батраков и бедняков организовывали партизанские отряды для борьбы с белогвардейцами. В Троицке красными был организован отряд под командованием Томина. Отряд контролировал посёлки Маслово, Косогорка, Верхнеусцелемово и многие близлежащие поселения. В ночь на 25 июля 1918 года красные партизаны доверили охрану с. Косогорки, что в 2 км от Маслова, местным казакам. Сами партизаны легли спать. Бывший атаман Косогорки Михаил Приданников и Павлин Маслов воспользовались случаем и сообщили об этом хорунжему Звездину в Никольске. Звездин с отрядом пробрался к посёлку и под покровом ночи перебил всех партизан. Спаслись лишь три человека. После расправы над партизанами многие казаки ушли в белогвардейские отряды добровольно и по мобилизации. В Маслове воцарилась старая власть, был избран атаман, но советская власть всё же была восстановлена. Казаки, ушедшие в белогвардейские отряды постепенно возвращались из армейских частей, некоторые сдались в плен к красным, а кто-то вместе с войском Дутова отступил в Китай.
В 1925 году организовались две артели по совместной обработке земли «Искра» и «Красный партизан». Первый председатель кооперации Полуэкт Маслов за реализацию золота отбывал тюремное заключение.
Во время Великой Отечественной войны из 104 человек, ушедших на фронт вернулись 46, 58 человек погибло в боях.

### Атаманы
- Маслов Григорий Алексеевич (с 1914 по 1918 гг.)

## География
Через село протекает река Узельганка. Расстояние до районного центра села Уйского 10 км.

## Население
| 2002 | 2010 |
| ---- | ---- |
| 635  | ↘584 |

По данным Всероссийской переписи, в 2010 году численность населения села составляла 584 человека (257 мужчин и 327 женщин).

## Улицы
Уличная сеть села состоит из 11 улиц.

## Известные уроженцы и жители
- Маслов Павел Алексеевич[4] (1831,Маслово — 1893,Маслово), казак, предприниматель. Открыл золотой прииск, откупился от службы. Добывал золото, занимался продажей скота. Один из самых состоятельных казаков Уйской станицы. После его смерти прииски были проданы миасскому золотопромышленнику Е. М. Симонову.
- Маслов Григорий Алексеевич (1870,Маслово — 1937), участник Гражданской войны. В конце 19 — начале 20 вв. в течение 8 лет служил под Ташкентом и в Самарканде. В 1914—18 первый атаман Маслово. В августе 1919 при отступлении войск Дутова был мобилизован, дошел до Китая. В 1920 вернулся в Маслово, в 1925 вступил в ТОЗ. В марте 1930 раскулачен, выслан в Тобольск, основал хозяйство, работал в артели шорником. В 1937 арестован, осужден Омской «тройкой» НКВД, расстрелян. В 1957 реабилитирован. Георгиевская медаль 4 степени.
- Маслов Петр Павлович (15 (27) июля 1867,Маслово — 4 июня 1946,Москва) — советский учёный-аграрий и экономист. Академик АН СССР (12.01.1929). Сын Павла Алексеевича.
- Маслов Павел Петрович (1902,Маслово — 3 января 1978, Москва), советский учёный-статистик, педагог, профессор (с 1946), доктор наук, заведующий кафедрой статистики Московского финансового института. Действительный член Международного статистического института. Прозаик